# An-Nu’ajma
An-Nu’ajma (arab. ‏النعيمة‎) – miejscowość w południowo-zachodniej Syrii, w muhafazie Dara. W spisie z 2004 roku liczyła 7472 mieszkańców.
W czasie wojny w Syrii, An-Nu’ajma została zajęta przez rebeliantów i opustoszała. 6 lipca 2018 odzyskana przez Siły Zbrojne Syrii. 17 lipca tegoż roku do miejscowości powróciło 7000 uchodźców.